# ورزشگاه چیاسال
ورزشگاه چیاسال (به انگلیسی: Chyasal Stadium) یک ورزشگاه چند منظوره فوتبال در شهر لالیتپور ،استان بگماتی، نپال است.